# أرة كمر
أرة كمر (بالفارسية: اره کمر) هي مستوطنة تقع في قسم قلندرآباد الريفي (مقاطعة فريمان) في إيران. يقدر عدد سكانها بـ 200 نسمة بحسب إحصاء 2016.